# Duopalatinus peruanus
Duopalatinus peruanus är en fiskart som beskrevs av Eigenmann och Allen 1942. Duopalatinus peruanus ingår i släktet Duopalatinus och familjen Pimelodidae. Inga underarter finns listade i Catalogue of Life.